# Hippodrome de Casatorra
L'Hippodrome de Casatorra se situe à Biguglia en Haute-Corse. C'est un hippodrome ouvert au trot et au galop avec une piste de 1 060 m en herbe avec corde à droite.